# Corydalis conorrhiza
Corydalis conorrhiza är en vallmoväxtart som beskrevs av Carl Friedrich von Ledebour. Corydalis conorrhiza ingår i släktet nunneörter, och familjen vallmoväxter. Inga underarter finns listade i Catalogue of Life.